# Фискальный обрыв

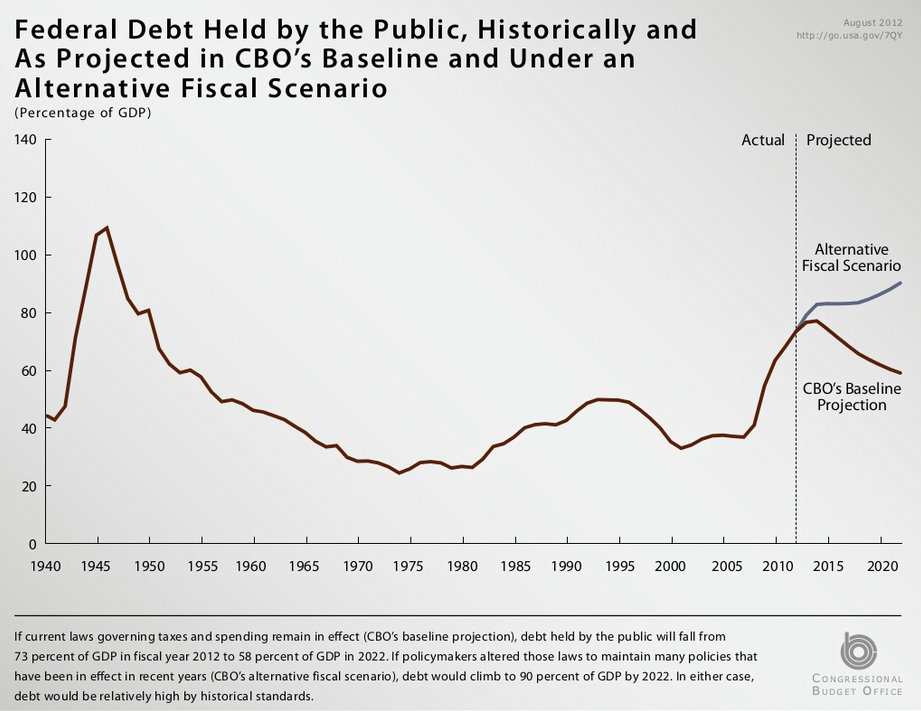
Прогнозы по федеральному долгу с учётом и без учёта «фискального обрыва».

Фискальный обрыв (англ. fiscal cliff) — комбинированное воздействие на экономику США нескольких ранее принятых законов, которые вступили в силу одновременно в январе 2013 года, направленные на повышение налогов и уменьшение государственных расходов с целью уменьшения дефицита бюджета и сокращения государственного долга.
Временное снижение налогов Бушем в 2001 и 2003 годах, которое было продлено на два года Законом о налоговых льготах 2010 года, закончило своё действие и с 1 января 2013 года должны были вернуться более высокие налоговые ставки. Закон о бюджетном контроле 2011 года также вступал в силу и предусматривал сокращение государственных расходов. Этот закон был принят как компромисс для разрешения спора о верхнем уровне долга США и решения проблемы отказа Конгресса США принять федеральный бюджет на 2010—2011 финансовый год. Расходы федеральных агентств и ведомств кабинета министров подлежали существенному сокращению, предусмотренному секвестром бюджета. Не подверглись бы сокращению лишь обязательные программы, такие как Медикейд, заработная плата федеральным служащим (включая оплату военным и пенсии), пособия ветеранам.
По прогнозам, превышение государственных расходов над доходами в 2013 году должно было резко сократиться наполовину и составить 487 млрд долларов. Управление Конгресса США по бюджету подсчитало, что фискальный обрыв, скорее всего, вызвал бы умеренную рецессию с более высоким уровнем безработицы в 2013 году, за которым последовало бы укрепление рынка труда с ускорением экономического роста.
Интенсивные дебаты и освещение в средствах массовой информации бюджетного обрыва вызвали широкое внимание общественности к проблеме из-за прогнозируемых краткосрочных финансовых и экономических последствий. В результате переговоров и достижения компромисса, примерно в 2 часа ночи 1 января 2013 года Сенат США принял Закон о поддержке налогоплательщиков (American Taxpayer Relief Act), который смягчил предполагаемый рост налогов. Примерно в 23:00 того же дня Палата представителей США приняла тот же закон без поправок. Президент США Барак Обама подписал его 2 января. После принятия закона прогноз снижения бюджетного дефицита в 2013 году по сравнению с 2012 годом составил 157 млрд долларов, что существенно меньше первоначального варианта.
Корректировка расходов была отложена на 2 месяца, а верхний уровень долга не был изменён, что спровоцировало бюджетный кризис США в 2013 году.